# リューリ
リューリ（ロシア語: Люли、Lyuli）は、中央アジア、主にタジキスタン、ウズベキスタン、キルギスタンに居住するドム族の亜集団である。リューリはドマリ語のリューリ方言を話す。
リューリはイスラムの教えを実践する。彼らはクラン（氏族）制を有している（リューリの言葉ではtupar）。サブクランへの分割も実践されている。リューリ共同体は非リューリに対して極めて閉鎖的である。
伝統的職業は、宝飾品を含む職人、牛の取引、乞食、音楽である。

## 名称
リューリにはJughiやMultani、Luliといた複数の名称がある。しかしながら、彼らは自身をMugatあるいはMughat（ペルシア語: مغان、古ペルシャ語の火礼拝者magiに由来する）、Ghurbat（アラビア語: غربات、孤独の意）と呼ぶ。Multaniという用語はムルターン（現在のパキスタンの都市）が起源の人物であることを示す。これは、リューリの一部が紀元1380年頃にムルターンから移住したためである。
Khol Nazarovによれば、リューリの祖先は歌手、音楽家、踊り手のカーストに属していた。祖国での困難に直面し、彼らは移住と分散を余儀無くされた。

## キルギスタンにおけるリューリ
リューリはキルギスタン南部のオシ州に居住している。彼らの生活水準は差別のため極めて低い。多くの子供達は彼らの母語で教育を受けておらず、多くのリューリは公文書を有していない。リューリ社会は彼らの生活水準の改善と文化の保護のために活動している。

## ロシアにおけるリューリ

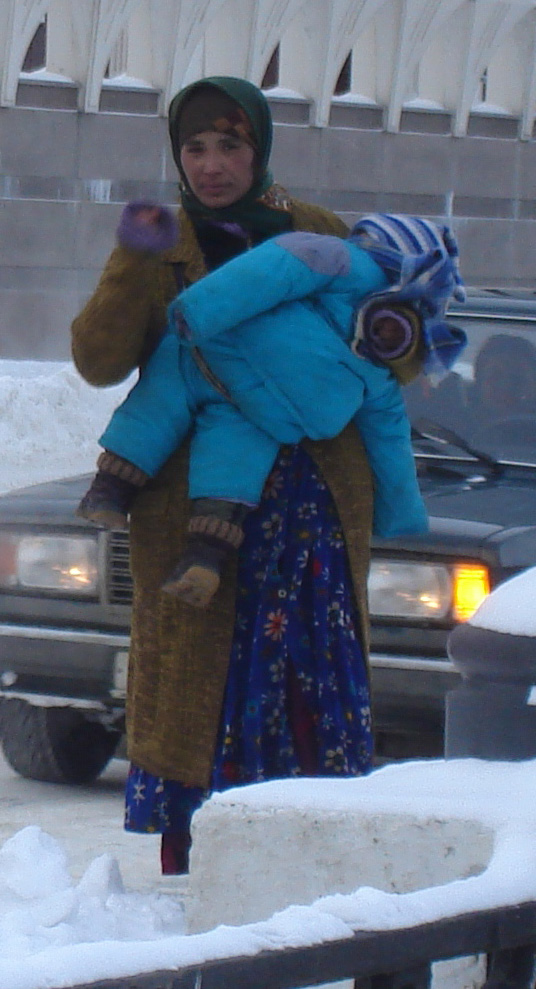
ロシア、カザン、ボラク川堤防の子供を連れたリューリの女性。

1990年代初めから、リューリはロシアの都市、主に鉄道駅や市場の周りへの移住を始めた。最初、ロシア人は彼らをタジク人難民あるいはウズベク人であるとあやまって認識していた。これは、彼らの伝統的な中央アジアのローブのためである。ロシアのロマは、リューリが彼らとは異なっていることを強調する。しかしながら、ロマと似ているため、ロシア人はリューリをロマであると見なしている。リューリは頻繁にロシアの極右白人の標的となっている。